# 譚處端
譚處端（1123年3月29日—1185年5月2日），京東東路牟平縣（今山東）人，本名玉，字伯玉，金朝道教人物，全真七子之一，也是全真教第三任掌門。師承道教王重陽後，改名為處端，更字通正，號長真，後人稱長真子或長真祖師。全真道南无派由譚處瑞所創。元世祖封號「長真雲水蕩德真人」，元武宗加封「長真凝神玄靜蘊德真君」。

## 生平
譚處端，金太祖天輔七年癸卯（九月金太宗改元天會元年）三月朔（1123年3月29日）生於山東寧海。譚處端涉獵經史，有《水雲集》行於世。
金世宗大定二十五年乙巳四月朔（1185年5月2日），譚處端於洛南朝元宮仙逝。過世後，後人尊稱「玄德蘊德真君」。
今台灣部分道教廟宇仍於農曆三月初一祭祀譚處端，稱為「長真祖師聖誕」。

## 金庸小說中的譚處端
金庸小說《射鵰英雄傳》當中，在牛家村與其他六子以「北斗七星陣」先後圍攻梅超風、黃藥師之際，譚處端遭「西毒」歐陽鋒所襲，以致喪命。照故事設定的時間點大概推算，時年約南宋嘉定十四年（公元1221年），比史實上記載的死亡時間多了三十幾年。

## 延伸阅读
[在维基数据编辑]
 《新元史/卷243》，出自柯劭忞《新元史》